# Kınık (Izmir)
Kınık ist eine Stadtgemeinde (Belediye) im gleichnamigen Ilçe (Landkreis) der Provinz Izmir in der türkischen Ägäisregion und gleichzeitig ein Stadtbezirk der 1984 gebildeten Büyükşehir belediyesi İzmir (Großstadtgemeinde/Metropolprovinz). Seit der Gebietsreform ab 2013 ist die Gemeinde flächen- und einwohnermäßig identisch mit dem Landkreis.
Die Stadt liegt etwa 80 Kilometer nördlich der Provinzhauptstadt Izmir an der Straße D-240 von Bergama nach Akhisar.
Der Landkreis liegt im Norden der Provinz und grenzt im Westen und Norden an Bergama sowie im Osten an die Provinz Manisa. Die Stadt liegt am Rand der Ebene Bergama Ovası, durch die im Norden des Landkreises der Fluss Bakırçay, der antike Kaikos, fließt.
Der Kreis entstand 1948 durch Abspaltung aus dem Kreis Bergama (Gesetz Nr. 5071) und umfasste (bis) Ende 2012 neben der Kreisstadt die beiden Stadtgemeinden (Belediye) Poyracık und Yayakent noch 29 Dörfer (Köy), die während der Verwaltungsreform 2013/2014 in Mahalle (Stadtviertel/Ortsteile) überführt wurden. Die sechs Mahalle der Kreisstadt blieben erhalten, während die acht Mahalle der beiden o. g. Belediye vereint und zu je einem Mahalle vereinigt wurden. Durch Herabstufung dieser Belediye und der Dörfer zu Mahalle stieg deren Zahl auf 37 an. Ihnen steht ein Muhtar als oberster Beamter vor.
Ende 2020 lebten durchschnittlich 775 Menschen in jedem Mahalle, 5.955 Einw. im bevölkerungsreichsten (Poyracık Mah.).